# Stillerhof
Stillerhof ist ein Gemeindeteil von Wessobrunn im oberbayerischen Landkreis Weilheim-Schongau.

## Geografie
Die Einöde liegt circa einen Kilometer westlich von Wessobrunn auf einem Moränenrücken. Etwa 500 m südlich befindet sich das Naturschutzgebiet Rohrmoos.

## Geschichte
Der Stillerhof war ein Gut des Klosters Wessobrunn.
Das Klostergut wurde 1880 an eine Privatperson versteigert und ist heute im Besitz der Erzabtei Sankt Ottilien.